# Calamus palustris
Calamus palustris är en enhjärtbladig växtart som beskrevs av William Griffiths. Calamus palustris ingår i släktet Calamus och familjen Arecaceae.

## Underarter
Arten delas in i följande underarter:
- C. p. malaccensis
- C. p. palustris